# Дзвінківська сільська рада
| Дзвінківська сільська рада — орган місцевого самоврядування у Васильківському районі Київської області з адміністративним центром у с. Дзвінкове. Водоймища на території, підпорядкованій даній раді: р. Ірпінь. Сільській раді підпорядковані населені пункти: - с. Дзвінкове - с. Перевіз |

## Склад ради
Рада складається з 14 депутатів та голови.

### Керівний склад ради
| ПІБ                       | Основні відомості                                                 | Дата обрання | Дата звільнення |
| ------------------------- | ----------------------------------------------------------------- | ------------ | --------------- |
| Ткаченко Іван Федорович   | Сільський голова, 1941 року народження, освіта, безпартійний      | 26.03.2006   | 31.10.2010      |
| Литвиненко Марія Петрівна | Сільський голова, 1979 року народження, освіта вища, позапартійна | 31.10.2010   |                 |

Примітка: таблиця складена за даними джерела